# Aital Wytoszynski
Aital Wytoszynski (ukr. Айталь Витошиңський, ur. 1792, zm. 11 września 1863 w Przemyślu) – ksiądz greckokatolicki, w latach 1847–1850 rektor Greckokatolickiego Seminarium Duchownego w Przemyślu.
Wyświęcony w 1815. Żonaty, owdowiał około 1858. W latach 1828–1836 wikary w Bukowej, w latach 1836–1839 wicerektor Greckokatolickiego Seminarium Duchownego we Lwowie.
Członek konsystorza eparchii przemyskiej (1845–1847 scholastikus, 1847–1857 kustosz, 1857–1863 archidikon, radca 1845–1863)